# Eupanacra unilunata
Eupanacra unilunata är en fjärilsart som beskrevs av Dupont 1941. Eupanacra unilunata ingår i släktet Eupanacra och familjen svärmare. Inga underarter finns listade i Catalogue of Life.